# スター・ウォーズ世界の用語一覧
スター・ウォーズ世界の用語一覧（スター・ウォーズ世界の用語いちらん）は、映画『スター・ウォーズシリーズ』の他の一覧に上がっていない用語の一覧である。

## 領域
コア・ワールド（Core worlds）
劇中に登場する架空の宙界。銀河系の中枢に近い領域である。銀河共和国やそれにとって替わった銀河帝国の首都惑星である「コルサント」が位置する領域であり、他にもこの宙域に属する著名な惑星にはインターギャラックティック銀行グループの拠点として銀河系の金融センターに位置付けられている「スキピオ」の他、「オルデラン」「シャンドリラ」「コレリア」等銀河共和国の黎明期から大きな影響力を及ぼしてきた惑星が数多く挙げられる。そのため、長年にわたって地理的な意味だけでなく政治や経済、文化の面においても銀河系の中心としても位置付けられている。
アウター・リム（外縁領域、Outer Rim Territories）
劇中に登場する架空の宙界。アウター・リムは銀河系の中枢から遠くはなれた場所に位置しており、銀河共和国及び銀河帝国の統治が及んでいない惑星が多い。辺境に位置しており、銀河の中枢部に情報が伝わりにくいため、旧共和国時代の末期にはその統治が殆ど機能せずに非合法活動の温床となっており、通商連合等の大企業による資源の搾取も常態化していた。そして銀河帝国の時代には帝国によって残虐行為や秘密の事業（デス・スターの建設など）が数多く行われる。この宙域に属する著名な惑星として「タトゥイーン」、「カラマリ」、「ライロス」、「エリアドゥ」、「バクラ」、「ムスタファー」、ムーンの故郷で上述した「スキピオ」と並ぶ銀河系の金融の中心地として君臨していた「ムーニリンスト」などがある。
ハット・スペース
劇中に登場する架空の宙域。アウター・リムに位置しており、辺境域での非合法活動の大半を牛耳る存在として銀河共和国やジェダイからも「凶悪な種族」と認識されていたハット族が支配する領域。この領域では銀河帝国ですらその支配力を完全には発揮できなかった。ただし、この宙域に属する惑星は「タトゥイーン」をはじめとして非常に数が限られている。
未知領域（Unknown Regions）
劇中に登場する架空の宙域。アウター・リムよりも更に外側に位置し、銀河帝国や新共和国の時代においてもその大半が開拓や調査の進んでいない状態となっていた。エンドアの戦いの1年後、帝国の残存勢力と新共和国の間に銀河協定が締結されると、帝国内部でそれに反発する一部勢力が新共和国の監視を逃れるためこの領域に結集し、「ファースト・オーダー」と呼ばれる新勢力を結成する。
初出は非正史（レジェンズ）のスピンオフ作品であるが、『フォースの覚醒』において映画への登場を果たした。
ワイルド・スペース
未知領域の中でも特に外側に位置し、その存在自体が星図に殆ど掲載されていない領域。
非正史（レジェンズ）のスピンオフ作品にも同様の用語が登場するが、その定義は全く異なっており、こちらでは既知銀河系と未知領域の境界域を指していた。

## 種族
アグノート(Ugnaught)
小柄で豚のような顔を持つ種族。『スター・ウォーズ エピソード5/帝国の逆襲』、『マンダロリアン』に登場する。
イウォーク
ウーキー
グンガン
ガモーリアン(Gamorrean)
身長180cm前後。丸々とした体型に、イノシシをやや擬人化したような非常に大きな頭部を持つ。「皮革と金属板で構成された鎧や兜」「斧」などの中世的な装備を身にまとう。『スター・ウォーズ エピソード6/ジェダイの帰還』に登場するジャバ・ザ・ハットの宮殿にて、衛兵の役目を果たしている。

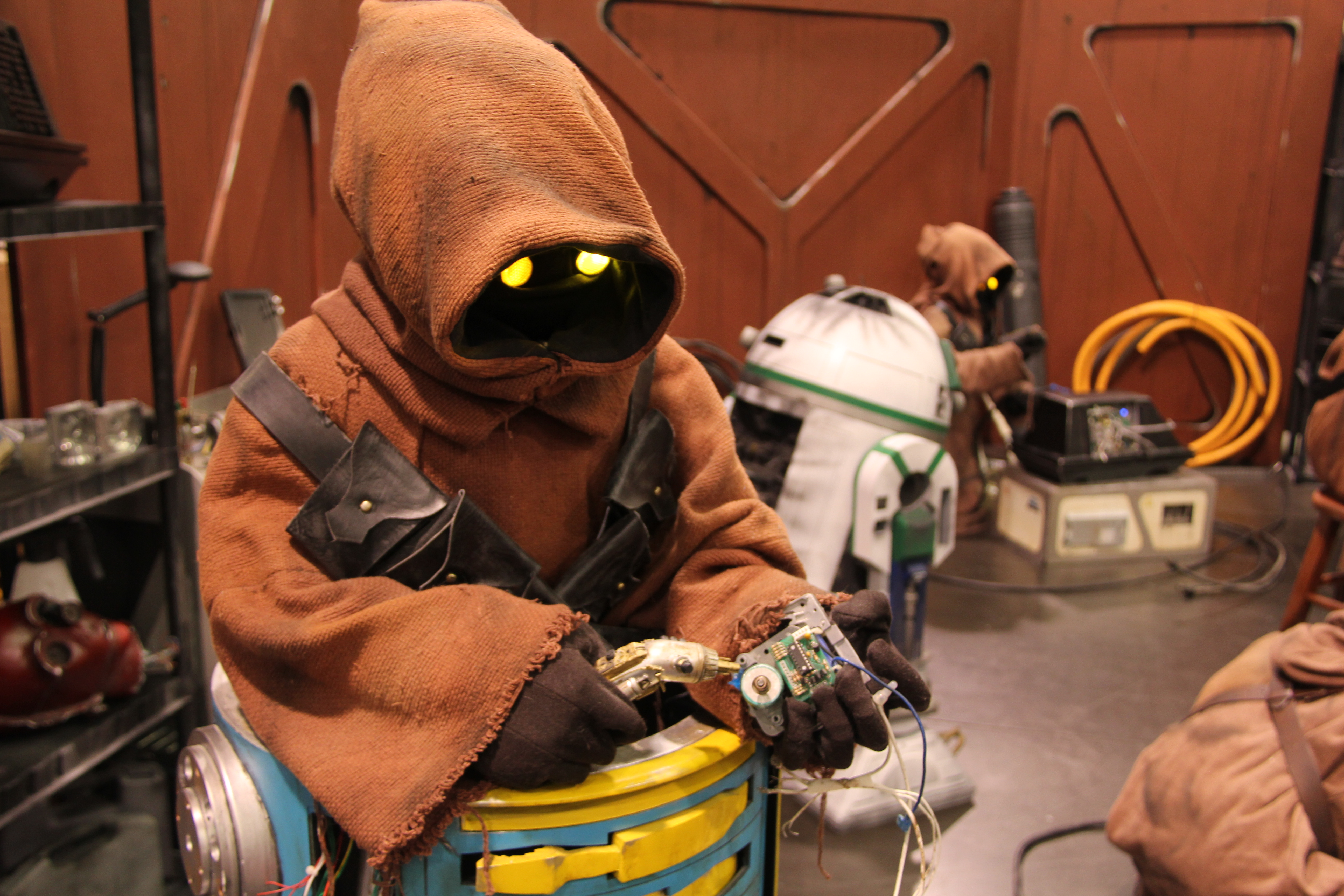
ジャワズ

ジャワズ(Jawas)（日本では最近では一般にジャワと呼ばれている）
惑星タトゥイーンに原住するエイリアン。彼等の平均身長は0.8 - 1.2メートル、小柄なヒューマノイド型の生物で黄橙色に光る目が特徴とされているが、過酷な砂漠の環境から身を守るために、頭から全身を覆うフード付きの引きずる程に裾の長いコートを着ており、顔や体型の詳細は不明。風呂に入る習慣がないためか、彼らの体臭は他の種族に対してひどく我慢ならないものであり、これはもはや不快どころの話ではない程ひどいらしい。低いはしゃぎ声や、ガーガーいう喉声、蒸気音のような声の固有の言語で喋る。
基本的に未開なタトゥイーンの原住種族で、氏族単位の社会を形成する。その生活の中心となっているのが、かつての開拓時代の遺物であるサンドクローラーである。彼等はこの老朽化した巨大な移動基地に乗って、果てしなく砂漠を徘徊し、砂漠で屑鉄や廃ドロイド等を収集して生活している。しばしばタトゥイーンの宇宙港郊外などに点在する水分農場に現れては、拾った鉄屑や修理したドロイドなどを行商する姿を見る事ができるほか、時折は水分農場との交易で得た共通通貨を使って、タトゥイーン宇宙港近辺の都市で、部品や食糧の買物に来たついでに、カンティーナで一杯引っ掛けたりもするようである。
また、『スター・ウォーズ エピソード2/クローンの攻撃』には、サンドクローラーが集合しているシーンが登場する（文藝春秋『TITLE』2002年8月号）。
スカコアン(Skakoan)
惑星スカコに原住するエイリアンである。スカコアンは電子機器や宇宙船工学など、最先端の製造技術に特化した、高度な科学技術を発展させた種族である。自己防衛本能は強く、冷静で抜け目がない。彼らは問題解決の際には直感ではなく、常に論理に頼っている。スカコアンは窒息や急激な減圧による死の苦痛を非常に恐れているため、故郷を離れる勇気を持つ者はほとんどおらず、彼らは滅多にスカコを離れない。外界に出るときには常に全身を気圧スーツで隈なく覆い、声を歪めるために音声合成装置を使用する。故郷を離れたスカコアンは技術的な専門職に就いていることが多く、概して裕福である。
身長は1.4 - 2.1メートル。スカコアンの故郷であるスカコは気圧の高い独特の大気に覆われているため、彼らは標準的な大気圧の下で生きていくのに特殊な気圧スーツを着用している。気圧スーツを脱いだスカコアンは細い骨格の上に病的な灰白色の皮をだらりとかぶせたような、痩せこけた人間に似ている。彼らの顔には暗い沈んだ目、平らな鼻、歯のない裂け目のような口が並んでおり、いつもしかめっ面をしている。
スカコアンの言葉スカコヴァーバル語は、ボッチ語に似た2進法の機械的な言語である。一方、記述用の言語はスカコフォーム語と呼ばれ、他民族には時々図面と間違えられる。スカコアンの気圧スーツは着用者の言語パターンを意図的に歪める音声合成装置を内蔵しており、彼らはこれを使って会話に種族特有の神秘性を加えている。

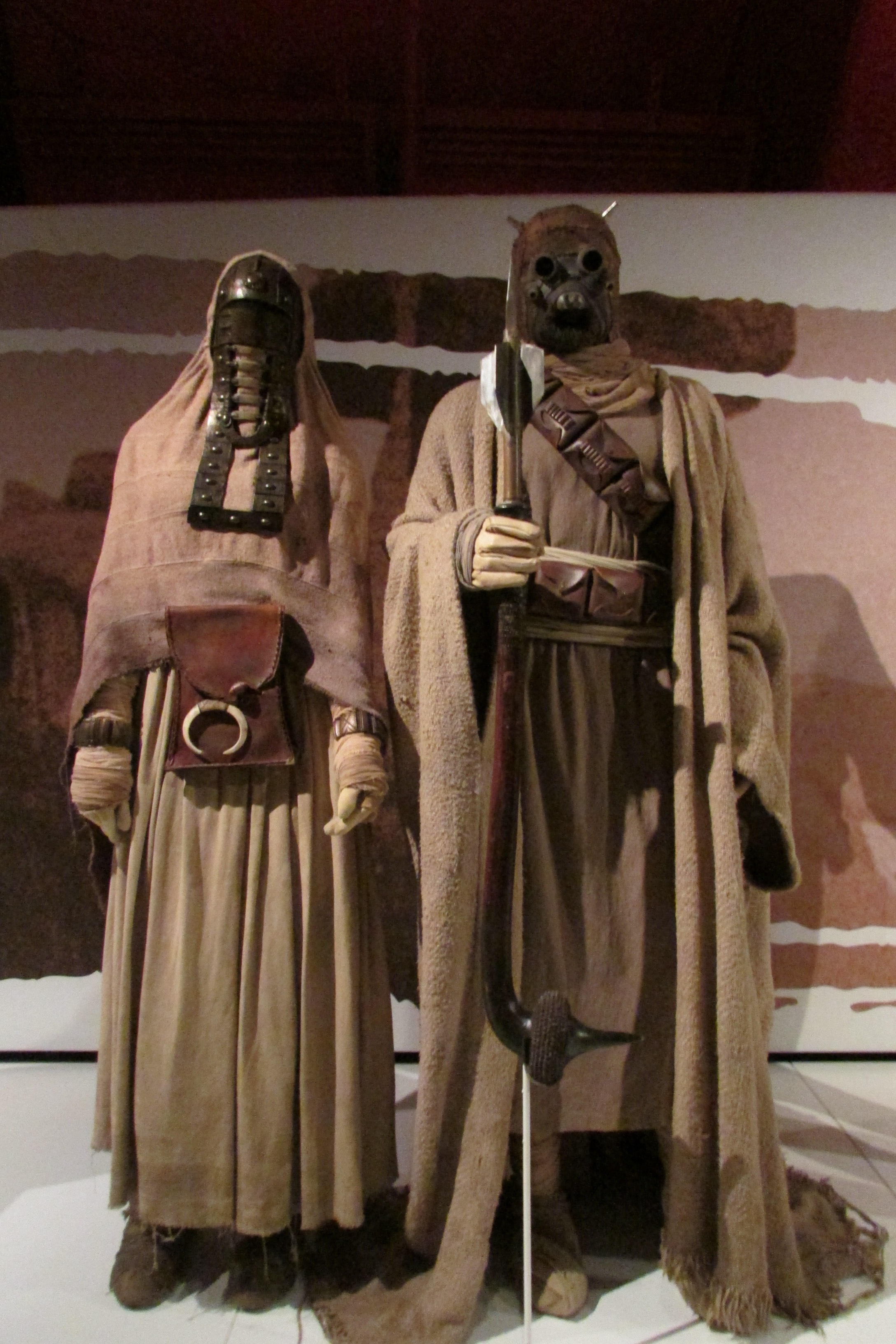
タスケン・レイダー

タスケン・レイダー（Tusken Raiders）
惑星タトゥイーン原住のエイリアンである。彼らは『スター・ウォーズ エピソード4/新たなる希望』ではルーク・スカイウォーカーを気絶させ、『スター・ウォーズ エピソード1/ファントム・メナス』ではポッドをライフルで狙撃し、『スター・ウォーズ エピソード2/クローンの攻撃』ではアナキン・スカイウォーカーの母を殺したが、それによりアナキンの激しい怒りを買い、彼によって多くのタスケンたちが虐殺される。
サンドピープル（砂漠の人々）とも呼ばれる、ヒューマノイド型の生物である。惑星タトゥイーンの荒野に普遍的に存在する。縺れた毛糸屑とバッファローに似た巨大な家畜「バンサ」に乗り、砂漠を行き交う。過酷なタトゥイーンの砂漠で生存するために、全身をぼろ布で覆い、その上からマント等を羽織る。顔には独特のマスクを付けており、そのアフリカ土面のようなデザインの金属性マスクは、頭に巻かれたぼろ切れの一部として顔に固定され、滅多に外されない。あまりに過酷な環境ゆえに、マスクを外すと荒野の砂嵐にまかれて死ぬ危険すらある。
タスケン・レイダーの成人男子は全て盗賊で、タトゥイーンの宇宙港近辺に散在する水分農場や不幸な旅行者、そして同じタトゥイーンの荒野に住む原住民族のジャワズ等を襲って生計を立てている。女性は子供を育てるためにのみ存在し、子供は生き延びるためだけに生きる。女性・子供も産まれてから長い間外す事の無いマスクを付けている。それでもなお、子供の死亡率は非常に高い。この狂気のような環境で彼等が生き延びる唯一の知恵は、自身が狂気によって満たされることである。絶えず不幸な犠牲者を求めてさ迷い、銃で狙える物なら何にでも躊躇わず発砲する。彼らは優れた狙撃手でもあり、火薬と弾丸を使う、スター・ウォーズ世界としては古代博物館級の骨董品の様な恐ろしく原始的なライフル(サイクラー・ライフル)で、時速700kmで疾走するレースポッドのエンジンすら遠距離から射抜く。また、屑鉄から作った「ガダフィ（ガッフィ）」という杖を持ち歩き、これで相手を襲撃する。なお、敵を確実に殺すため、杖の先端には毒を塗ってある。
固有の言語は無く、動物を締め殺したような叫び声を上げる以外は、主に身振りでコミュニケーションを行う。そして叫び声は、哀れな被害者に自分の最後を悟らせる以外には何等意味は無い。またその歴史もほとんど知られておらず、一説に拠れば、彼等はタトゥイーン開拓初期の移民達の子孫であるらしい。だが知能は高いようで、一列で歩行し人数を隠蔽するという悪賢い習性を持っている。一部には狂気に囚われない温厚な性格を持った者も存在しているらしく、カノンに属するドラマ「マンダロリアン」では人間と取引を行い巨大な猛獣クレイト・ドラゴンを撃退するために協力するエピソードが存在するほか、レジェンズではタスケン出身のジェダイが登場している。
トグルータ（Togruta）
惑星シリ出身の著名なジェダイを数多く輩出したヒューマノイド種族である。彼らの最大の特徴は、頭に対になって生えているヘッド＝テールと頭頂部から始まっている縞模様である。この種族にはマスター・ジェダイであるシャク・ティや、アナキン・スカイウォーカーのパダワンであるアソーカ・タノなどがいる。高度な知的種族であるトグルータは優れたハンターでもあり、アソーカ・タノも戦闘中は極めて攻撃的な姿勢と行動をとっている。トグルータのヘッド＝テールは音を介して周囲を捉えるモントラルと呼ばれる優れた感覚器官ともなっており、アソーカは酒場の雑踏で交わされる会話の中から必要な情報を的確に聞き分ける場面もあった。一般的に毒を持つ種族であると誤認されているが、実際には毒を持っていない。また、トグルータは辛辣だというイメージがあるが、これも実際には誤りである（偕成社『スター・ウォーズ エピソード2データブック』参照）。
ムスタファーリアン(Mustafarian)
『スター・ウォーズ エピソード3/シスの復讐』に登場する架空のエイリアン。火山の惑星、ムスタファーは極端な環境ではあるが、多様な生態系を生み出しており、その中には知覚種族も存在している。その1つであるムスタファーリアンは、溶岩流に含まれる鉱石の収集に忙殺されており、外惑星の関係をまったく気にしていない。 生きていくために水をほとんど必要としない、好極限性節足微生物から進化したムスタファーリアンは、休眠状態の火山にある涼しい洞窟の中で暮らしている。彼らはこの惑星に固有のラーヴァ・フリーというノミのような生物によって、燃やされた跡を追いながら、ムスタファーの地表を冒険した。 様々なムスタファーリアンのコロニーは、フリーたちが脱ぎ捨てた殻を外装として再利用することで作られており、それぞれが互いに接触を保っている。彼らは平和的な取引を通じて、緩やかな集落を築き、惑星の厳しい環境に一致団結して直面している。
北部に暮らすムスタファーリアンは、2つの主な亜種のうちの細身の方であり、ラーヴァ・フリーを乗用動物として利用していることが多く、一方で南部に住むずんぐりとした体型のムスタファーリアンは、北部の弱々しい近縁種と比べて、より高い温度に耐えることができる。彼らは浮遊型採鉱プラットフォームに乗り、棒の先に付けられた重い釜で溶岩を掬っていることが多い。 貴重な鉱物資源を目当てに、テクノ・ユニオン社がこの惑星にやってきたとき、ムスタファーリアンは外界からの開発者との協定に署名した。この銀河交易によって、ムスタファーリアンは先端テクノロジーを手に入れることができ、その見返りとして、テクノ・ユニオンの技術者たちが燃えたぎる炎の脅威から身を守る際に援助を与えた。
ムスタファーリアンは、昆虫型種族に特有の羽音の様な言語を使用している。また、彼らは体が極めて丈夫である。ムスタファーリアンの皮膚や装甲は、一般的なブラスターから発射される熱に十分耐えうることができるため、彼らは標準的なレーザー兵器ではまったく傷付かない。 その代わりに、彼らは機械的な力を収束させて放出する、独自のブラスターを使用している。
ユージャン・ヴォング（Yuuzhan Vong）
ニュージェダイオーダーシリーズに登場するエイリアン種族。別銀河からの侵略者である。平均身長は1.8メートル。
一般に死を恐れない勇猛果敢な戦士であり、敵に降伏する事も神への冒涜行為と考えている為、たとえどんなに不利な状況になっても決して投降しない。死を恐れない彼らは、死は生命の究極の真実であると考えているため、死を避けようとする事は、彼らの崇拝する神に対する冒涜と見なしている。その思想（宗教）から彼らは聖戦として銀河系に侵攻する。また彼らは強い宗教的概念を持っており、命のない機械を使用することを神に対する冒涜と受け取っており、機械を使用する種族を不敬者と称し、不敬者の溢れる銀河系を征服することは神々への献身に他ならないと信じている。特にドロイドに対しては仮借ない攻撃を加える。また征服した惑星には、惑星の環境全体を自分たちに都合の良い環境にテラフォーミングする生物を放つこともある。成立間もない新共和国を防備の手薄な辺境領域から攻撃し、短期間で多くの星々を征服する。こうして新共和国を圧倒し、首都惑星コルサントを始めとする主要惑星をも陥落させ、銀河の人々を恐怖のどん底に突き落とす。
彼らはフォースを持たず、ジェダイがフォースを用いてその存在を感知することや、彼らに直接フォースを働かせることは不可能である。ジェダイの思想では万物には例外なくフォースが宿っているはずだが、それが覆されたため、これまでの教義との整合性（ユージャン・ヴォングはフォースに相反する存在であるのか、その場合種族ごと殲滅しても良いのかなど）を巡ってジェダイ・オーダーが一時期分裂することになる。
彼らは多神教であり、万物の創造主であると信じられている主神ユン＝ユージャンを頂点に、隠匿の女神ユン＝ハーラや、闘争と殺戮の神ユン＝ヤムカなど様々な神々を崇拝している。彼らの宇宙創生神話によれば、かつて主神ユン＝ユージャンが自らの身体を割いて宇宙を創造したとされ、彼らもそれに倣い、自らの肉体を神々に捧げる供物と見なしている。故意に欠損させた臓器や器官に、特別に培養した生物を寄生させ、それ以外にも全身に人為的につけられた傷跡や刺青などが見られる。そのため彼らの大半はおぞましい姿をしている。また、奇形に生まれたり身体改造に失敗したりした者は、神々に見放されたシェイムド・ワン（恥ずべき者）とされ、最下級の身分となる。
彼らが用いる武器、宇宙船、生活用品、衣服に至るまで、全ては独自の生命工学で作り出された有機生命体（改造生命体）である。自ら硬化して剣となる蛇（アンフィスタッフ）や、弾速で飛行する甲虫（サッドバグ）、強靭な鎧と化す蟹、義眼の役割を果たすプレイリン・ボル、ハイパースペース航行能力を持つ生きたエンジン、ウォーシップやワールドシップ、コーラルスキッパーと呼ばれる生きた宇宙船などが作中に登場する。
双子が生まれたのは過去3度しかなく、そのいずれもが互いに殺し合い、生き残った方はユージャン・ヴォングの歴史の大転換となる出来事に関わってきたことから、双子は神聖な存在と見なされている。そのため、ジェイナとジェイセンのソロ姉弟を生贄とすべく執拗に狙う。最高大君主シムラもまた双子であった。

## 生物
バンサ(Bantha)
惑星タトゥイーンに生息する、巨大な角を持つ草食動物。性質はおとなしい。
タスケン・レイダーが移動手段として使っている。
デューバック(Dewback)
タトゥイーンに生息する、大型の4足歩行の爬虫類。
劇中では、帝国軍のサンドトルーパーが、脱出ポッドの着陸地点を捜索中に騎乗していた。
ロント
タトゥイーンに生息する、大型の4足歩行の哺乳類。
ジャワが荷物を運ぶ際に利用している。
ダイアノーガ
銀河系の食べ残しやゴミを餌にする生物。タコのような触腕と潜望鏡のような目が特徴。デス・スターのゴミ処理場も棲家になる。
トーントーン(Tauntaun)
惑星ホスに生息する、2足歩行の雑食性の爬虫類。反乱軍兵士が乗用に使用。
映画撮影に際しては、模型のほか、実物大のトーントーンも作られている。
ワンパ(Wampa)
ホスの雪原で、トーントーンなどを餌にする獰猛な生物。
洞窟を住処にしている。
マイノック
宇宙船からエネルギーを奪う寄生虫。ミレニアム・ファルコン号にも寄生した。
スペース・スラッグ
小惑星などに棲む、腹足類。宇宙船を飲み込む巨大な個体も存在する。
ランコア(Rancor)
身長約4m。極端に長い2本の腕を持ち、短い脚で2足歩行を行う。フェルーシアやダソミアなどの惑星に生息しており、ジャバ・ザ・ハットはタトゥイーンにある宮殿の地下施設にて飼育人のマラキリに飼育させていた。ジャバの部屋は床の一部が落とし穴になっており、ここからランコアの餌（人間も含む）を与えていた。ランコアの逃亡を防ぐためか、地下施設には上下に動く巨大な扉がある。ランコアに襲われたルーク・スカイウォーカーはこの扉の開閉装置を破壊、追ってきたランコアは落ちてきた扉に挟まれ絶命する。ミュータントという設定のため、ランコアは左右非対称のややアンバランスな形状にデザインされている。
作品によっては「ランカー」と訳されたケースもある。公開当時は「ランカー・ピットモンスター」という名称にて紹介されていた。『スター・ウォーズ/クローン・ウォーズ』には「ジャングル・ランコア」という名称で登場しており、ワニガメに近い外観をしている。
サルラック(Sarlacc)
惑星タトゥイーンの砂漠の穴に棲む謎の生物。その身体は砂漠の大穴に埋まっており開口部しか確認できないが、呑み込まれた者は数百年もの年月をかけて消化されると噂されており、ジャバ・ザ・ハットが処刑に利用していた。
『エピソード6』オリジナル版公開時は、口が開いているだけだったが、特別編公開時に、嘴が付け加えられた。
コロ・クロー・フィッシュ(Colo Claw Fish)
惑星ナブーのコア周辺に生息する生物。棘に覆われた長い胴体と、鋭い鉤爪を持つ発光生物。コアの洞穴に潜んで獲物を待つが、その際、胴体の発光性のある青緑色の模様の光で獲物を誘き寄せる。獲物を発見すると、素早く洞穴から飛び出し、鋭い牙が生えた巨大な顎で食い付き、ひと飲みにする。
オピー・シー・キラー(Opee Sea Killer)
ナブーのコア周辺に生息する生物。何本もの鰭のような足と鋭い歯が生えた大きな顎を持つ甲殻生物。獲物の側に素早く接近し、粘りのある長い舌を絡ませて、洞穴のように大きく開けた口に引きずり込む。
劇中では岩壁に擬態し、潜水艇ボンゴが通過してから追跡していた。
サンド・アクア・モンスター(Sando Aqua Monster)
ナブーのコア周辺に生息する生物。ナブーに生息する多数の生物の中で最大の大きさを誇り、生態系の頂点に君臨している。水中生活には不必要と思われる器官も多いため、元は陸上の生物であったと考えられている。灰色のサンショウウオの様な容姿を持ち、オスメス含めても150～200mという巨体であるが、動きは素早く、大きな尾を使い水中を移動し、獲物は近づかれるまでその存在に気が付かないことが多い。水かきの付いた両手両足は狩りの際には重宝され、一番の武器である大きな顎で獲物を捕らえると、両手で獲物が逃げないように掴み捕食する。
性格は非常に凶暴であり、下手に近づこうとすると突然襲撃される上、通常ナブーのコア周辺に完全に身を潜めているため、人間の住処や、グンガン族の住むオータ・グンガに現れることは極めて少なく、そのために生態調査が行われていない。
ファンバ(Fambaa)
ナブーに生息する、トカゲに似た巨大な4足歩行の草食動物。
脳が小さいため、反応も動きも鈍いが、敵の砲撃を浴びても全く動じない。また、全身は鱗が生えた分厚い皮膚に覆われており、少々撃たれてもびくともしない。重量のあるグンガンのシールド発生装置を運ぶ手段として重用されている。
カドゥ(Kaadu)
グンガン族が使用する爬虫類型の鳥類。ただし、翼はない。頑丈で乗りこなしやすいため、戦場だけではなく、普段の移動手段としても使われている。
脚力が強く、ぬかるんだナブーの沼地も素早く走り回ることができ、嗅覚と聴覚が非常に発達している。また、水面下でも呼吸ができる。
イオピー
タトゥイーンに生息している、4足歩行の動物。運搬用に使われている。
エイウァー(Aiwhas)
ナブー原産で、惑星カミーノにも輸出されていた生物。羽の生えた鯨のような姿をしている。
大きな翼と強い胸筋があるので、泳ぐことも飛ぶこともでき、海の多い惑星での活動に適している。
シャク
ナブー原産のジャガイモと牛の合いの子のような太った食肉用の草食動物。
草原地帯で群れをなして生息している。
マシッフ(Massiff)
鋭い牙を持つ大トカゲ。タトゥイーンの砂漠に生息している。番犬として広く利用されており、その結果野生化した個体が銀河系の多くの惑星で確認されている。
アクレイ(Acklay)
惑星ヴェンダクサに生息。惑星ジオノーシスの闘技場に登場した怪物の一体。
巨大なカマキリのような姿をした、敏捷な怪物。足の巨大な鉤爪を武器にしている。
ネクスー(NEXU)
惑星チョルガンナに生息。ジオノーシスの闘技場に登場した怪物の一体。
口の中の多数の牙が特徴。また、興奮すると、背中の毛が逆立つ。
リーク(Reek)
惑星イリーシアやコーディアン・ムーンに生息。ジオノーシスの闘技場に登場した怪物の一体。
大型の怪物で、頭部の角が武器。平時は草食だが、極度の空腹時には獰猛な肉食獣に変貌する雑食性である。
ヴァラクテル(Varactyl)
惑星ウータパウ原産のドラゴンマウント（騎竜）。地上における移動手段として利用されている。
オビ＝ワン・ケノービが乗ったのはメスのヴァラクテルで、ボーガ（Boga）という名前がある。
キャン=セル(Can-Cell)
惑星フェルーシア原産の巨大昆虫。この惑星の巨大食虫植物の餌となっている。
ジェラグラブ(Gelagrub)
「ゲラグラブ」「フェルーシア・グラウンド・ビートル」とも呼ばれている。
惑星フェルーシア原産の巨大甲虫の幼虫。
容易に飼い慣らせるため、クローン軍の騎獣としても使用されている。
ムスタファーの溶岩ノミ(Mustafar Lava Flea)
惑星ムスタファーの原住種族、ムスタファーリアンが乗用に使う大型節足動物。
とても機敏でかつ軽量。

## その他
フォース
オーダー66（Order 66）
『エピソード3/シスの復讐』で発せされたジェダイの粛清命令である。表向きには、メイス・ウィンドゥらによるシーヴ・パルパティーン銀河元老院最高議長暗殺未遂事件を発端とするジェダイの銀河共和国転覆計画を察知したパルパティーン自らが、ジェダイを共和国に対する脅威と見なして発令したものとされている。だが実際には、ジェダイ抹殺の為にパルパティーン＝シスの暗黒卿ダース・シディアスにより周到に計画されていた陰謀であった。
元々は、やがて来る戦争に備えて共和国とジェダイ騎士団のためにと、ジェダイのサイフォ＝ディアスが独断でカミーノ人に依頼して製造されたはずのクローン軍であったが、当初の依頼主であるサイフォ＝ディアスをドゥークー伯爵（ダース・ティラナス）が暗殺してクローン軍計画を横取りしてしまった時点で、すべてはシスの暗黒卿の壮大な計画の手中にあった。
サイフォ＝ディアスから計画を引き継いだと言う新たな依頼主となった「ティラナス」なる人物からの秘密裏の要望で、もしも万が一、ジェダイの騎士が暴走・反逆した際の保険として、クローン兵には緊急時に上官たるジェダイを攻撃対象に設定できるようにプログラムされた「バイオ・チップ」が製造段階で頭部に埋め込まれていた。これは、内容が内容ゆえジェダイ騎士団にも秘密にされた上でカミーノのクローン製造上層部は了承したが、カミーノ上層部もこの新たな依頼主「ティラナス」の正体がシスの暗黒卿であるドゥークー伯爵であることにも、共和国の最高議長であるパルパティーンまでもがシスの暗黒卿であることにも全く気付いていなかった。
クローン大戦でジェダイと共に銀河各地へと派遣されていたクローン・トルーパー達には予め、銀河元老院最高議長との直通の通信回線が組み込まれており、この回線を利用して「オーダー66」の実行が命じられた。これは「共和国の敵となったジェダイを抹殺せよ」という指令であり、トルーパー達の生育段階でその精神に秘密裏に刷り込まれていたものであった。
トルーパー達はその性質上、独立心や自我が抑制されており、どのような命令に対しても疑問を抱かないばかりか、当惑や葛藤などの「感情の変化」を伴うこともなく「単なる任務の一つ」として即座に淡々と実行する。この「オーダー66」も例外ではなく、パルパティーンからの指令を受けたトルーパー達はそれまで共に闘っていたジェダイの抹殺という命令を何の躊躇もなく遂行していった。一方ジェダイにとっては、戦闘の前線に立って単独で部隊を指揮していたという状況に加え、前述の理由で「相手の感情を読む」フォースの能力では、トルーパー達の「他意のない攻撃」という危険を十分に察知できなかったことが重なり、多くの犠牲者を出した。しかし、メイスの死を敏感に察知して異変を悟っていたヨーダの様に、幸いにも生き延びたジェダイ達や、後述する通りこの指令に従わなかったトルーパーがいたことも確認されており、共和国崩壊後も尚、ダース・ベイダーや尋問官によって「ジェダイ狩り」は続けられた。
なお、クローン大戦を描いたスピンオフ（外伝）アニメ『クローン・ウォーズ』では、クローン・トルーパーの脳内に行動抑制チップ（バイオ・チップ）が埋め込まれており、そのチップに「オーダー66」がプログラムされていたことになっている。実際、そのチップがたまたま誤作動し、ジェダイを殺害してしまったクローン兵タップが登場した。この真相は彼の友人のARCトルーパーファイヴスによって明らかとなるが（ファイブスは自らの意思でチップを脳から取り出していた）、カミーノ人とパルパティーン最高議長の妨害により、ファイブスは殺害され、その真相がジェダイに伝わることはなかった。ただしファイブスの遺志は、彼の上官であったキャプテン・レックスには伝わっており、彼もまたチップを脳から除去した。レックスは銀河内乱時代を描いたアニメ『スター・ウォーズ 反乱者たち』では反乱同盟軍の一員として参加している。
その後のカミーノは、現在ではレジェンズ（非正史）扱いではあるがゲーム『スター・ウォーズ バトルフロントII』によると、自身らがシスの暗黒卿の謀略に利用された事に気付いたカミーノ人たちは、最初のクローン兵が製造されてから約20年後頃に帝国に反旗を翻し「アンチ＝トルーパー」なるクローン兵を用いた反乱を行うも敗北、クローン製造施設も破壊されている。この戦いを経て皇帝パルパティーンは単一の遺伝子からなる軍隊の問題点を感じ、クローン兵を帝国軍の主力にすることを辞めたとされる。
大提督（Grand Admiral）
銀河帝国のうち、（皇帝などを除いた）最高位の階級の一つである。大提督の定員は一時期に12名とされ、皇帝の直名による大提督は13名である。大提督は帝国宇宙軍では最高位であり、皇帝により選抜された精鋭達が任命された。また、エンドアの戦い以降、次第に帝国残党の最高指導者を指すようになり、ユージャン・ヴォング戦争の際には、ギラッド・ペレオンがモフ協議会の任命によって大提督となり、帝国軍最高司令官を名乗っている。
非正史（レジェンズ）のスピンオフ作品が初出の設定であるが、正史（カノン）のアニメ『スター・ウォーズ 反乱者たち』ではスローン大提督が登場している他、正史でのエンドアの戦い以降を描いた小説でも人間の大提督が登場している。
サバック（sabacc）
架空のカードゲーム。正史扱いでないスピンオフ作品が初出だが、『スター・ウォーズ 反乱者たち』でも登場し、正史の世界にも取り込まれている。明確なルールは不明だが、プレイ中の描写はポーカーに似ている。カード自体はリンという種族が占いのために作ったものであり、その点はタロットカードに似ている。銀河のエリアによってルールが微妙に違っており、これを利用して一定時間ごとにルールをランダムに変更するランダム・サバックという遊び方がある。作品世界ではギャンブルの代名詞となっており、一か八かの行動に出る時などにしばしばその名が出る。ハン・ソロはこのゲームによって、ランド・カルリジアンからミレニアム・ファルコンを勝ち取った。
サバックのカード・チップは76枚1組で、「コイン」「ステイブ」「セーバー」「フラスク」の4つの組札がある。一つの組は1から11までの数字の札と、12から15の「エース」「コマンダー」「ミストレス」「マスター」という4つの役札を合わせた15枚のカードで成立する。あとの16枚は0とマイナスの値を持った8種のカード2枚ずつから成る。その8種とは「イディオット(0)」｢クイーン・オブ・エア・アンド・ダークネス(－2)｣「エンデュランス(－8)」「バランス(－11)」「デマイズ(－13)」「モデレーション(－14)」「イービル・ワン(－15)」「スター(－17)」である。
手持ちのカード4枚の数値の合計値を競う。各プレイヤーの中で、手札の数値の合計値の絶対値が23、もしくは23を超えない最大の値となったものがそのゲームの勝者「ハンド・ポット」となる。複数のプレイヤー点数が同じであった場合は、合計値がプラスである者が勝者となる。コールの際に手札の合計値の絶対値が23を超えた場合は0と見なされ、サバックポットにペナルティを支払う。プレー中にはカードの数値が「エレクトロニック・ランドマイザー（電子乱数化装置）」によって入れ替わることがある。ゲームテーブルにはランドマイザーの効果を受けない干渉フィールドがあり、そこにカードを置けば数値を固定できる。１回のゲームは、新たなカードがデッキから取られるごとに「ベット（ポットにチップを入れる）」「シフト（ランドマイザーの使用）」「コール（ベットに合対し掛け金を合わせる）」「ドロー（手札の何枚かを交換）」を繰り返す。1順したら各プレイヤーは手札からカードを二枚捨て、次のラウンドの開始時に二枚のカードを新たに配られる。「スタンド」が宣言された時に数値を比べ勝者を決める。
サバックには「サバック・ポット」または「ゲーム・ポット」と呼ばれる、より大きな賞金が設定されている。ゲーム・ポットの勝者になる方法は二つである。ひとつは、手札の合計値が23となる「ピュア・サバック」を出すこと。もうひとつはイディオット1枚に2と3のを組み合わせた「イディオット・アレイ」である。イディオット・アレイはピュア・サバックに勝つことができる。
ダイタリー（Dataries）
劇中に登場する銀河共和国の共通通貨。共和国全域で流通しているが、旧共和国時代末期にはタトゥイーンなどのアウター・リムでは紙クズ並みの扱いを受けるほどに信用が崩壊していた。
スパイス（Spice）
主に吸引などで摂取する事により、一時的に特殊能力や興奮、多幸感等を得ることのできる薬物の総称である。スパイスの使用者は麻薬や覚醒剤などの常用者のように重い依存症に陥ることが多く、中には使用者の寿命を著しく損なうものもある。スパイスは主に鉱物や菌糸類等から生成され、惑星ケッセルは、貴重なスパイス、グリッタースティムの原産地として有名である。スパイスの大半は、主に犯罪組織によって密造、密売されており、彼らの重要な資金源の一つになっている。『エピソード2』に登場するデス・スティックもこのスパイスの1つである。
ポッドレース（Podracing）
『スター・ウォーズ エピソード1/ファントム・メナス』に登場する架空のレース。主に砂漠の惑星タトゥイーンや、森林の惑星マラステア、モンガザ、アクイラリスなどアウター・リム星系で行われている危険なレースであり、銀河系で幅広い人気を持つ競技の一つである。2基、または4基のジェットエンジンを推進機関としており、リパルサー・リフトによって空中に浮遊した状態で、エンジン後方のコックピットを牽引する「ポッドレーサー」でタイムを競う。他ポッドへの妨害行為も暗黙のうちに容認されており、非常に過激かつ危険なスピード競技となっている。シミ・スカイウォーカーが「（タトゥイーンは）あの狂ったレースで成り立っている」と言っていることから、タトゥイーンではメジャーな娯楽（賭博の対象）であり、奴隷階級から抜け出すための手段の一つであると推測できる。タトウィーンで行われる「ブーンタ・イブ・クラシック」と呼ばれるレースが最大級で、そのコースは、洞窟あり、渓谷あり、タスケン・レイダーの襲撃ありと、「完走自体が極めて困難」なものであり、「人間を超える反射神経」がなければ極めて危険である。 そのため、フォースの加護を受けていたアナキンでさえもクワイ＝ガンより助言を受け、直感から来るフォースを頼ることを学ぶまでは完走すらできずに居た。
『スター・ウォーズ エピソード2/クローンの攻撃』ではアナキンとオビ＝ワンが、コルサントでパドメの命を狙うも失敗して逃走した暗殺者のザムを追った末、入り込んだナイトクラブ店内のモニターにポッドレースの映像が映っており、必ずしもアウターリム星系だけの娯楽ではないことがうかがえる。